# NGC 3359
NGC 3359 هي مجرة تبعد حوالي 49 مليون سنة ضوئية من الأرض. يبلغ طول القضيب المركزي حوالي 500 مليون سنة. تقع في كوكبة الدب الأكبر.

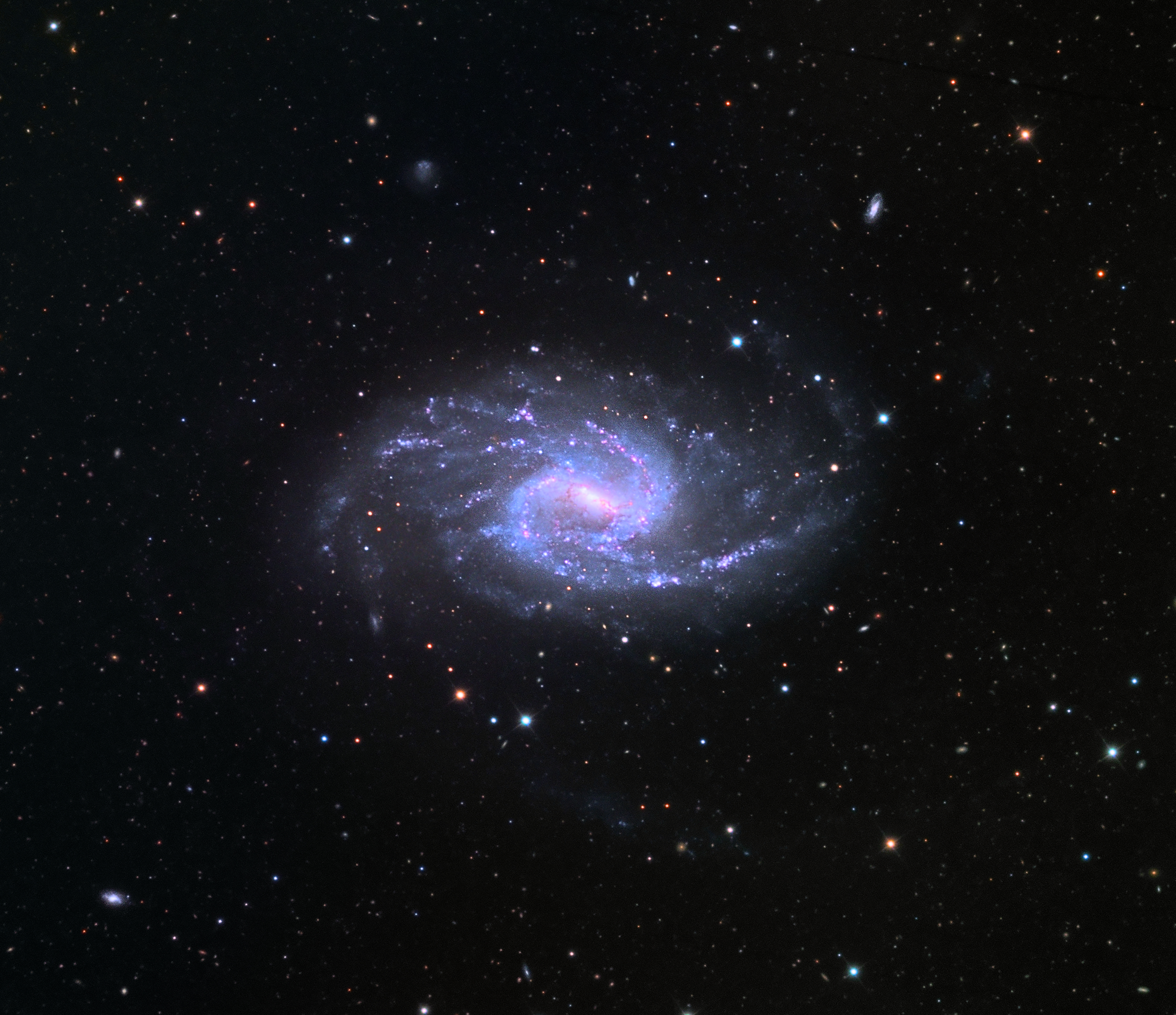
NGC 3359

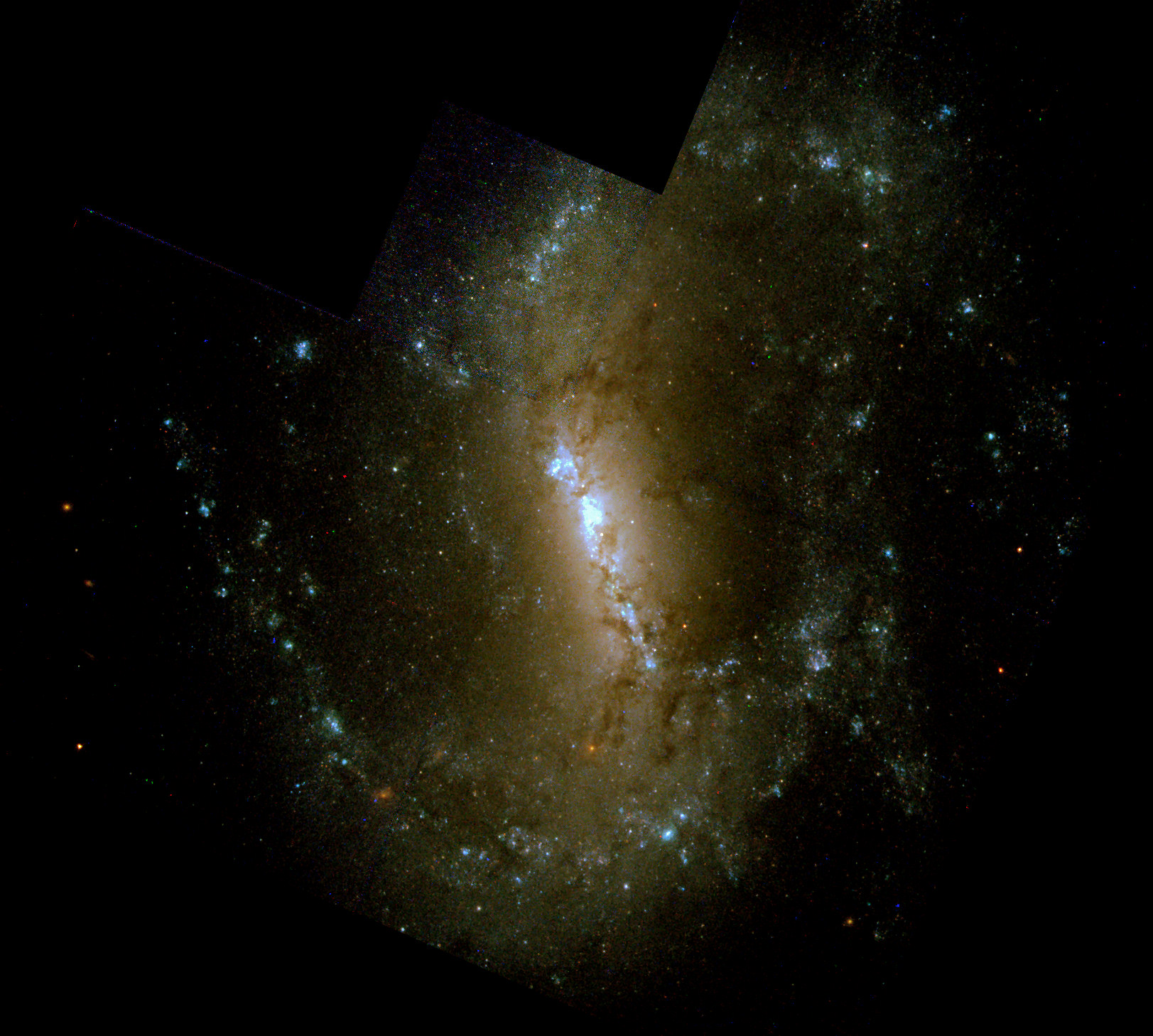
Galaxy NGC 3359

## وصلات خارجية
- NGC 3359 على موقع ويكي سكاي: DSS2, SDSS, GALEX, IRAS, Hydrogen α, X-Ray, Astrophoto, Sky Map, Articles and images